# Guardiacárcel
Guardiacárcel o guardia penitenciario es la antigua denominación utilizada para designar al personal que custodiaba las cárceles. Los guardiacárceles generalmente no necesitaban ser profesionales en la cuestión penitenciaria, es decir, con conocimiento técnicos y científicos, que actualmente son indispensables en varios países para cumplir dicha función.
Antiguamente, solo se requería para ser guardiacárcel un buen físico, alto de estatura y que medianamente supiera manejar armas. Era una función reducida a la seguridad, esto es, no permitir que los reclusos se fugaran. Hoy día, ese término fue dejado de lado por el de «agente penitenciario» gracias a los avances de las ciencias o del Derecho Penitenciario y la gran diferencia radica en que es necesario una formación inicial y luego sucesivas capacitaciones, que van más allá del mero concepto de seguridad, que si bien es la base del sistema penitenciario, la misma no se agota allí, ya que se aplica un tratamiento para lograr la reinserción social del delincuente. La función del agente penitenciario exige una preparación profesional basada en principios técnicos y científicos de tinte humanístico.
- Datos: Q6440864